# Tweekleurige miervogel
De tweekleurige miervogel (Gymnopithys bicolor) is een zangvogel uit de familie Thamnophilidae (miervogels).

## Verspreiding en leefgebied
Deze soort komt voor van Honduras tot het westen Ecuador en telt vijf ondersoorten:
- G. b. olivascens: van Honduras tot westelijk Panama.
- G. b. bicolor: oostelijk Panama en noordwestelijk Colombia.
- G. b. daguae: westelijk Colombia.
- G. b. aequatorialis: zuidwestelijk Colombia en westelijk Ecuador.
- G. b. ruficeps: centraal Colombia.

## Status
De grootte van de populatie is niet gekwantificeerd maar de soort wordt omschreven als vrij algemeen. Op de Rode lijst van de IUCN heeft deze soort de status niet bedreigd.